# جورج كارول
جورج كارول هو لاعب هوكي الجليد كندي، ولد في 3 يونيو 1897 في مونكتون في كندا، وتوفي في 5 أغسطس 1939.

## وصلات خارجية
- جورج كارول على موقع دوري الهوكي الوطني (الإنجليزية)
- جورج كارول على موقع قاعة مشاهير الهوكي (لاعب أن.إتش.أل) (الإنجليزية)
- جورج كارول على موقع EliteProspects.com (الإنجليزية)
- جورج كارول على موقع HockeyDB.com (الإنجليزية)
- جورج كارول على موقع Hockey-Reference.com (الإنجليزية)